# Ermida de Nossa Senhora do Monte Santo

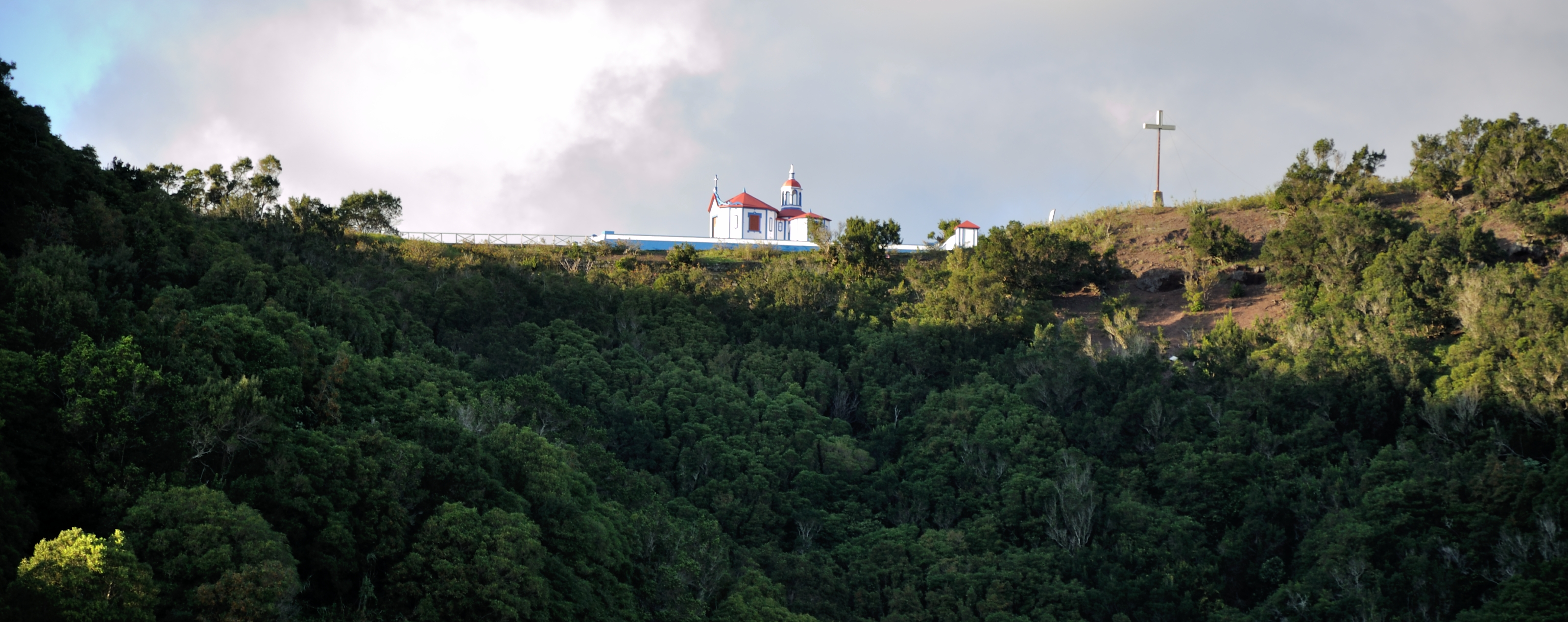
A Ermida de Nossa Senhora do Monte Santo marca o local das aparições de Nossa Senhora a uma menina da localidade de Água de Pau, situada na ilha de São Miguel, nos Açores.

A Ermida de Nossa Senhora do Monte Santo é uma ermida localizada no chamado Pico da Figueira, na vila de Água de Pau, concelho da Lagoa, na ilha de São Miguel, nos Açores.

## História

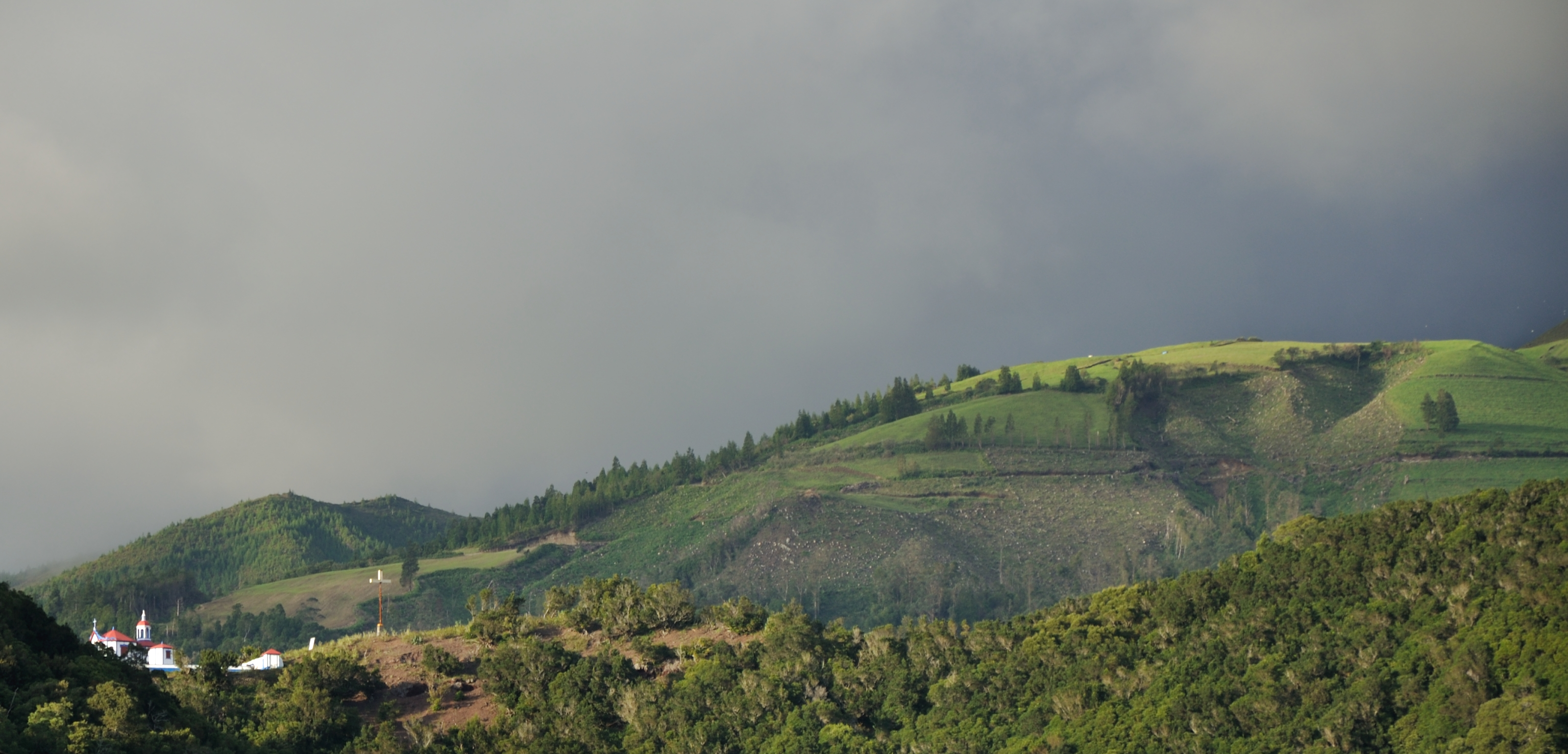
O Monte Santo com a sua Ermida.

A ermida assinala o local onde ocorreram as aparições de Nossa Senhora à menina Maria Joana Tavares do Canto, nascida em Água de Pau a 21 de agosto de 1910, filha de Teófilo Tavares do Canto e Isolina Adelaide Soares. À época da Primeira Guerra Mundial, a menina, acompanhada pela amiga, Sofia Paulina, ou ainda na companhia de outras meninas da mesma idade, dirigia-se com frequência aquele pico para fazer as suas orações. Certo dia, a menina, acompanhada pela amiga, terá avistado e conversado com a figura de Nossa Senhora, que lhe terá revelado que voltaria a aparecer naquele mesmo local.
A notícia terá causado grande alvoroço na comunidade, dando lugar a que uma grande multidão, se dirigisse ao local. No dia 5 de julho de 1918, uma sexta-feira, na parte da tarde, perante cerca de doze mil pessoas, uma extraordinária visão do sol terá deixado entrever as figuras de Nossa Senhora e de Jesus, de Anjos e até os contornos de uma igreja.
A vidente adoeceu a 18 de setembro seguinte, e previu a sua morte, que teve lugar a 6 de outubro desse mesmo ano.
Para recordar o evento, os pais da menina decidiram edificar uma ermida no local da aparições, a qual ficou concluída em setembro de 1931, conforme inscrição numa lápide na parte posterior do edifício.

## Características

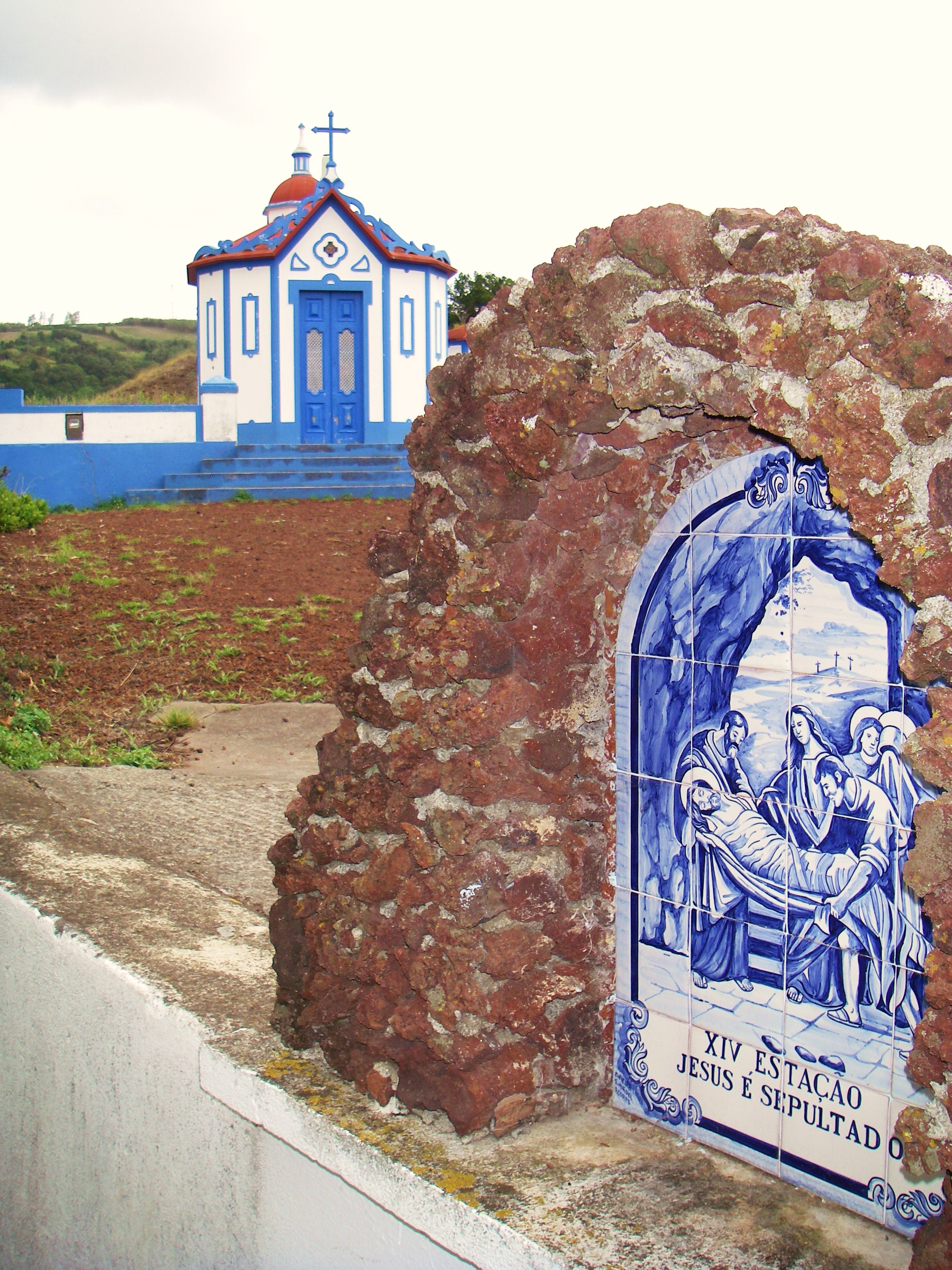
A Ermida do Monte Santo e uma estação da Via Sacra

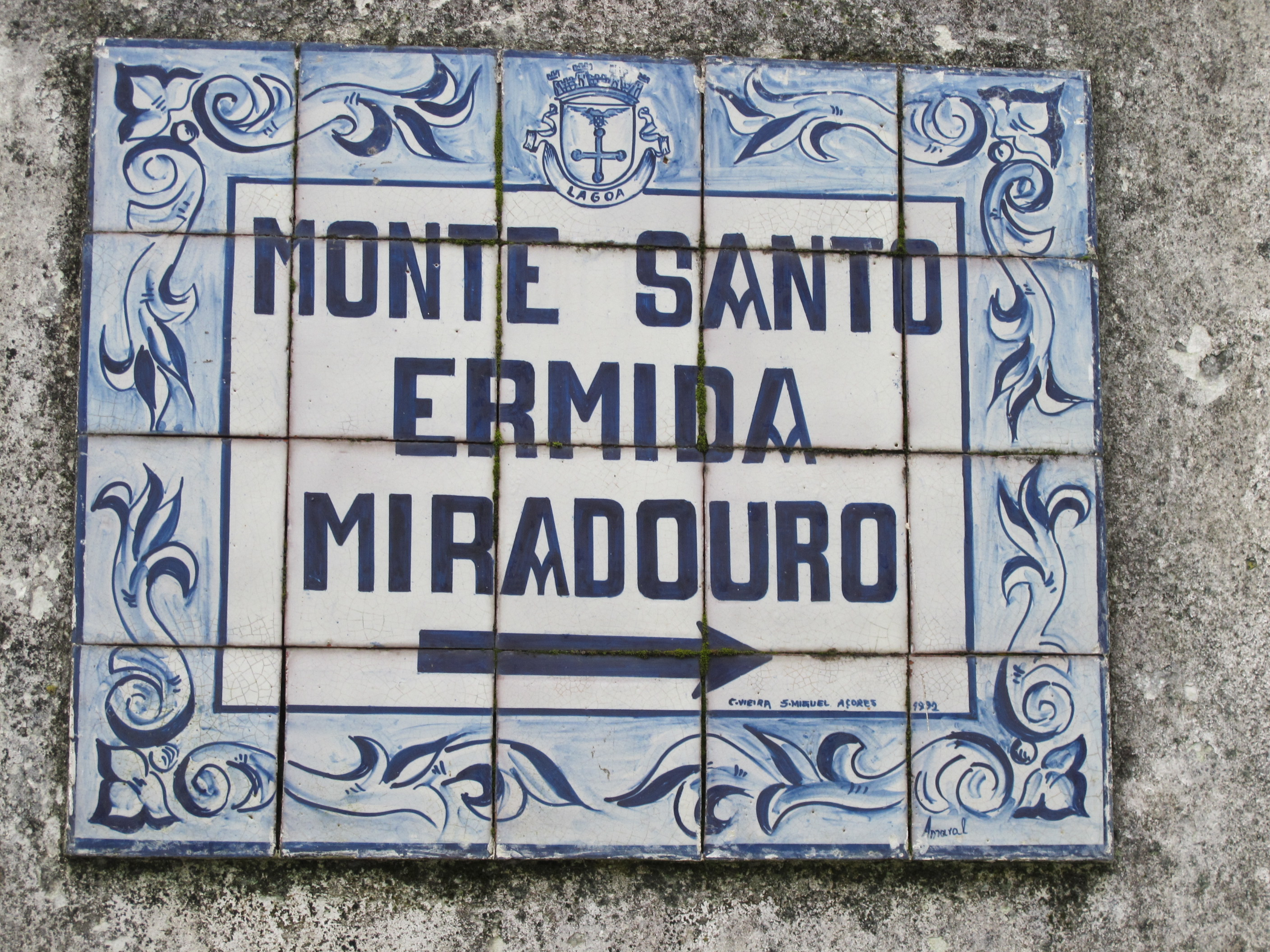
Placa indicativa da Ermida e Miradouro do Monte Santo

A ermida apresenta um corpo hexagonal. No interior, um único altar, com a imagem de Nossa Senhora do Monte esculpida em Lisboa, e diversas peanhas para várias imagens.
Em 1998, com a devida autorização da Diocese de Angra, foi erguida uma réplica da Cruz Gloriosa de Dozulé na colina atrás da Ermida pela Fraternidade Missionária de Cristo-Jovem.

## Galeria de fotografias

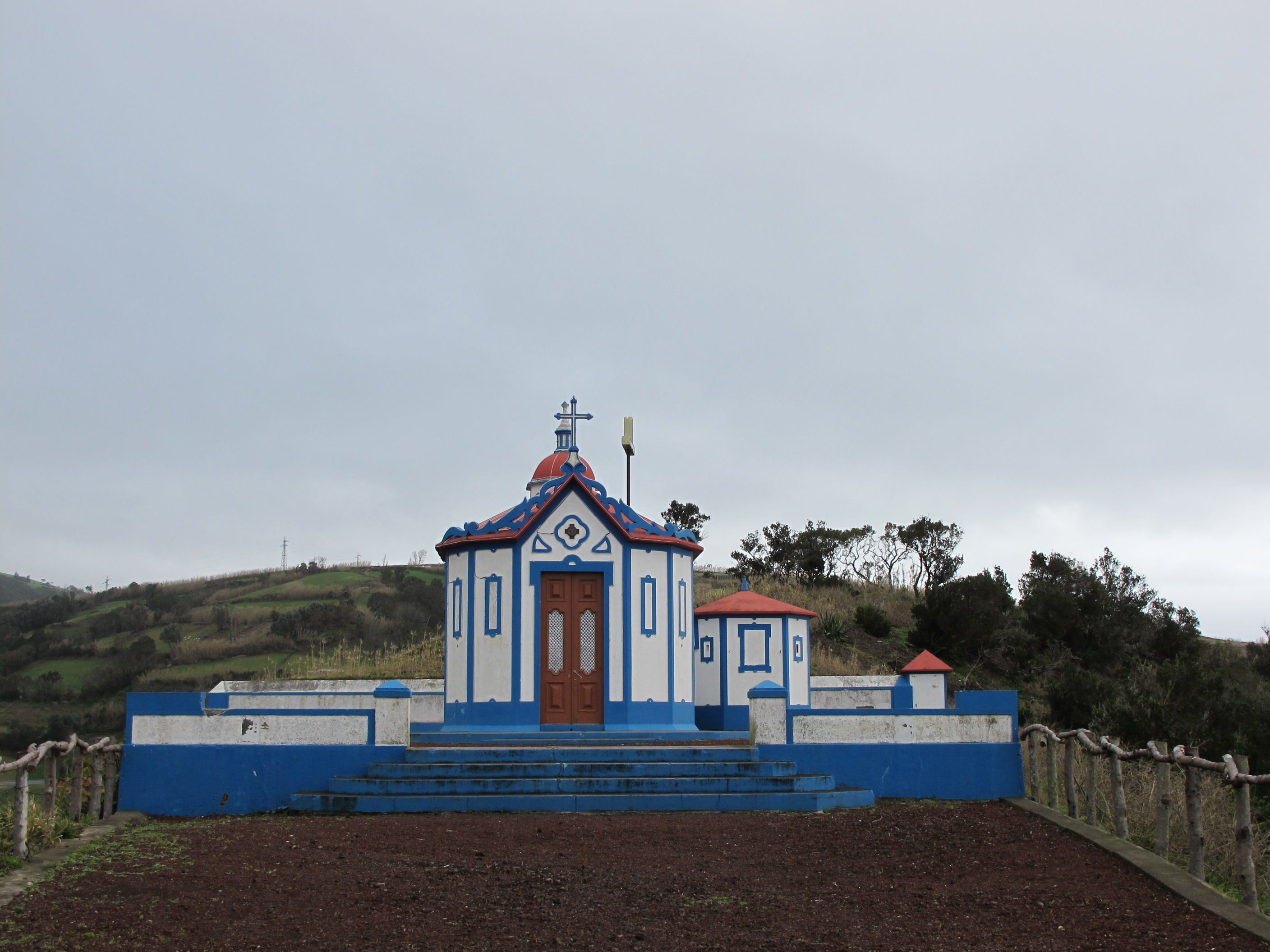
Vista da frente da Ermida do Monte Santo
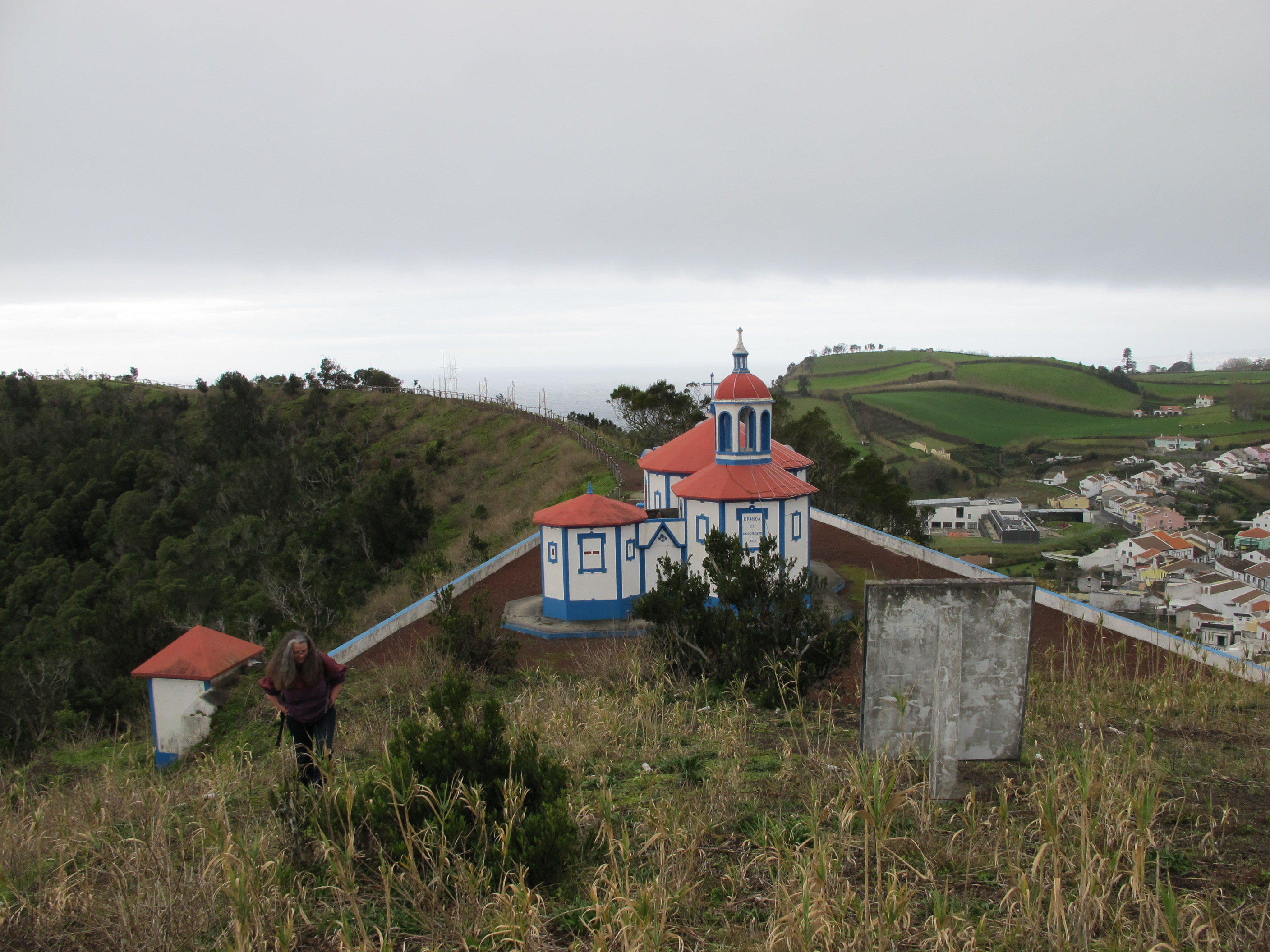
Vista das traseiras da Ermida do Monte Santo
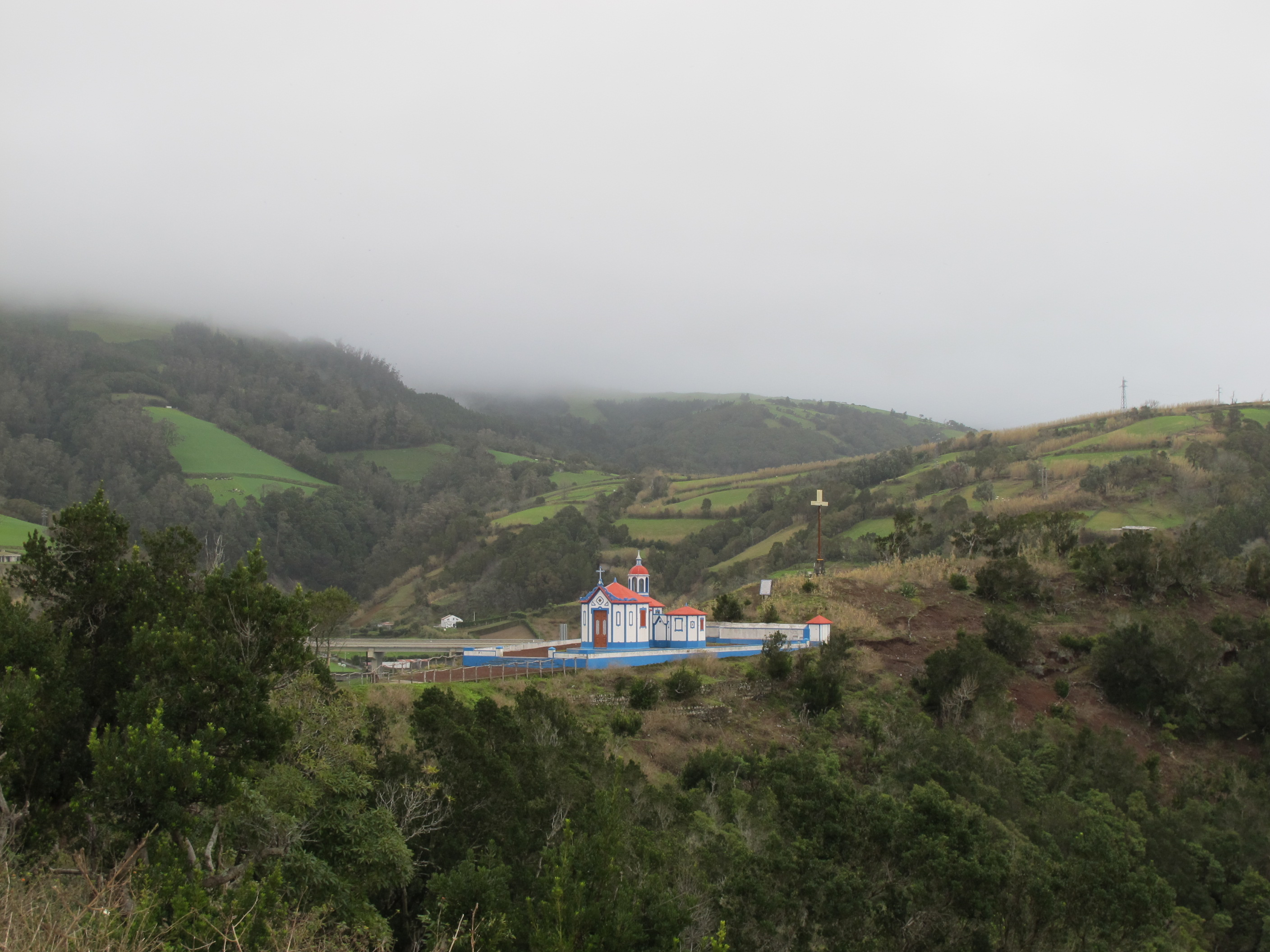
Vista geral da Ermida do Monte Santo
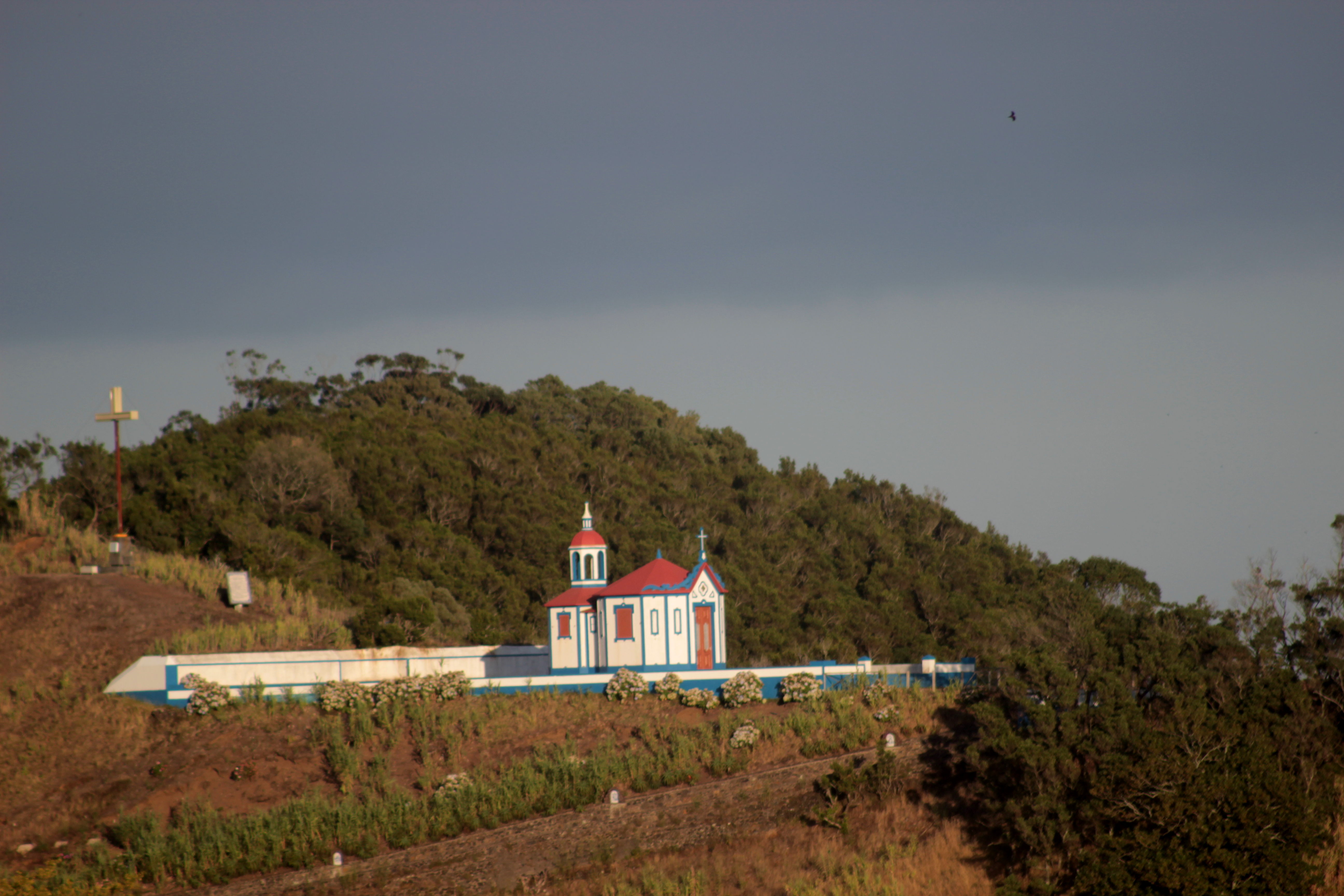
Vista geral da Ermida do Monte Santo